# Saint-Guen

Saint-Guen este o comună în departamentul  Côtes-d'Armor, Franța. În 1 ianuarie 2018 avea o populație de 413 de locuitori.